# Syzygium mamillatum
Syzygium mamillatum là một loài thực vật có hoa trong Họ Đào kim nương. Loài này được Bosser & J.Guého miêu tả khoa học đầu tiên năm 1987.